# Авескулов Валерій Дмитрович
Вале́рій Дми́трович Авеску́лов (*31 січня 1986, Красний Луч) — майстер спорту України міжнародного класу, міжнародний гросмейстер. Переможець та призер багатьох міжнародних турнірів. Чемпіон України 2007 року. Кандидат юридичних наук.
Його рейтинг (неактивний) на січень 2016 року — 2529 (652-е місце у світі, 48-е — в Україні).

## Дитинство
Коли Валерію було п'ять років батьки навчили його грати в шахи. З тих пір шахи стали важливою частиною його життя. Навчався у СШ № 4. На підставі тестування його прийняли відразу в другий клас. Впорався зі шкільними труднощами і став відмінником навчання.

## Змагання
Брав участь у багатьох престижних змаганнях, що проходили в різних містах України, в двох першостях Європи у своїй віковій категорії: у Словаччині (1996) і в Австрії (1998), в обох випадках показав найкращі результати серед українських шахістів. Зайняв перші місця на Різдвяному фестивалі (Львів-97), міжнародному турнірі «Київська весна-97», міжнародному турнірі «Кубок Незалежності» (1997, 1998). Переможець багатьох турнірів зі швидких і блискавичних шахів. Посів друге місце на першості України з класичних шахів (1999), перше місце в першості України з швидких шахів (1999) і завоював право представляти Україну на першості світу.
Віце-чемпіон світу серед юнаків до 12 років з швидких шахів (1998 р.)
Переможець чемпіонату України 2007 року.
Срібний призер I Всесвітніх інтелектуальних Ігор 2008 (швидкі шахи — команда)
Бронзовий призер I Всесвітніх інтелектуальних Ігор 2008 року (блискавична гра — команда)
Бронзовий призер I Всесвітніх інтелектуальних Ігор 2008 року (блискавична гра — мікст, пара з Тетяною Василевич)

## Освіта
Закінчив Національну юридичну академію України зі ступенем магістра в галузі права в 2009 році.
Освіта — вища, стажист-дослідник кафедри трудового права Національної юридичної академії України імені Ярослава Мудрого. Тема дослідження — щорічні відпустки. 
У 2014 році, під керівництвом професора Олега Ярошенко, захистив дисертацію на здобуття наукового ступеня кандидата юридичних наук на тему: «Правове регулювання щорічних відпусток». Офіційними опонентами на захисті були Олександр Процевський та Світлана Черноус.

## Робота
Ведучий рубрики «Шаховий клуб» газети «Прес-шанс» (1999).

## Автор книг
В серпні 2012 у видавництві «GAMBIT PUBLICATIONS LTD» вийшла перша шахова книга Авескулова «Атака чорними» (англ. ATTACK WITH BLACK)

## Сім'я
17 липня 2010 одружився. Ім'я дружини — Ірина. 9 березня 2012 народився син, якого назвали Іваном.

## Зміни рейтингу
| На цьому місці має відображатися графік чи діаграма, однак з технічних причин його відображення наразі вимкнено. Будь ласка, не видаляйте код, який викликає це повідомлення. Розробники вже працюють для того, щоби відновити штатне функціонування цього графіка або діаграми. | |
| | На цьому місці має відображатися графік чи діаграма, однак з технічних причин його відображення наразі вимкнено. Будь ласка, не видаляйте код, який викликає це повідомлення. Розробники вже працюють для того, щоби відновити штатне функціонування цього графіка або діаграми. |